# Römer (geslacht)
Römer is een mogelijk uit Maastricht afkomstig geslacht dat onder anderen predikanten voortbracht.

## Geschiedenis
De stamreeks begint met Matthias Römer die in 1568 om geloofsredenen van Maastricht naar Aken zou zijn uitgeweken. Nakomelingen vestigden zich in Zürich en enkelen in de 17e eeuw in Amsterdam; deze laatsten werden de stamvaders van de Nederlandse takken die in 1963 opgenomen werden in het Nederland's Patriciaat.

## Enkele telgen
Franz Römer (1587-1640), schepen, raad en burgemeester van Hanau
- François Romer (1616-1683), krijgscommissaris van de keurvorst van Brandenburg te Hamburg
  - François Römer (1646-1688), poorter (1679) en koopman te Amsterdam
  - Matthias Römer (1655-1711), poorter (1682) en wolwever te Amsterdam
    - Ds. Mathias Daniel Römer (1702-1774), predikant
      - Dr. Everard Johan Romer (1741-1808), stadsgeneesheer van Utrecht
        - Dr. Matthias Johannes Römer (1777-1821), predikant
          - Everhart Johan Willem Römer (1801-1878), gemeenteontvanger
            - Wouter Jacobus Helenus Romer (1841-1910), luitenant-generaal der cavalerie

          - Jacobus Cornelis Römer (1807-1866), hulpprediker
            - Willem Römer (1851-1927), vice-admiraal

          - Dr. RudoIf Cornelis Hendrik Römer (1816-1886), predikant en kerkhistoricus
            - Debora Henrica Theodora Römer (1855-1926), kunstschilderes

      - Mr. Johan Willem Everard Romer (1786-1855), auditeur-militair, kanunnik, watergraaf
        - Mr. Johan Willem Römer (1816-1899), procureur-generaal van de Hoge Raad der Nederlanden

      - Dr. Alexander Everard Romer (1788-1819), geneesheer, kanunnik
        - Mr. dr. Henrik Gabriël Römer (1816-1896), gemeentesecretaris en lid gemeenteraad van Utrecht, curator Universiteit Utrecht, lid Gedeputeerde Staten van Utrecht
          - Ds. Alexander Everard Lodewijk Willem Römer (1857-1920), predikant

Geslachten die opgenomen zijn in het sinds 1910 verschijnende genealogische naslagwerk Nederland's Patriciaat. Lijst volgens opgave van het CBG Centrum voor familiegeschiedenis.
A · B · C · D · E · F · G · H · I · J · K · L · M · N · O · P · Q · R · S · T · U · V · W · Y · Z